# Kogegrej
Kogegrej er beholdere til madlavning, der typisk bruges i køkkenet. Kogegrej bruges på et komfur eller i en ovn. Nogle typer kogegrej kan både bruges på et komfur eller i en ovn.
Kogegrej dækker over en lang række køkkenredskaber, der har mange forskellige former, overflader og er fremstillet af forskellige materialer. Nogle materialer er gode til at lede varme, mens andre holder godt på varmen. Nogle har særlige overflader, så mad ikke sætter sig fast, mens andre kræver jævnligt vedligeholdelse.
Nogle gryder og kasseroller har låg med håndtag fremstillet af materialer, der ikke overfører varme så godt, herunder bakelit, plastik eller træ, hvilket gør dem nemmere at bruge uden brug af grydelapper eller grillhandsker.
Kogegrej kan være fremstillet af en række materiale som forskellige typer metal (bl.a. rustfrit stål, støbejern, aluminium) eller keramik og glas.
Eksempler på kogegrej kan være gryder, kasseroller, pander og stegeso.
| Mad og drikke | Spire Denne artikel om mad og drikke er en spire som bør udbygges. Du er velkommen til at hjælpe Wikipedia ved at udvide den. |